# 安娜·霍普金
安娜·霍普金（英語：Anna Hopkin，1996年4月24日—），英国女子游泳运动员。她曾代表英国参加2020年夏季奥林匹克运动会游泳比赛，获得混合4×100米混合泳接力金牌。